# Машрабија
Машрабија (арап. مشربية) је архитектонски елемент који је карактеристичан за традиционалну архитектуру у исламском свету и шире. Врста је истуреног орјелског прозора затвореног резбареном дрвеном решетком која се налази на горњим спратовима зграде, понекад украшена витражима. Традиционално се користи као ветрохват и за пасивно хлађење. Тегле и посуде са водом могу се ставити унутра да би се изазвало испаравајуће хлађење. Најчешће се користи на уличној страни зграде, међутим, може се користити и на страни ка дворишту. Термин машрабија се понекад користи за сличне решетке и на другим местима. Слично је индијском џалију.
Користи се од средњег века, достигао је врхунац током османског периода, али је његова употреба опала крајем 19. века и првом половином 20. века. Међутим, интересовање за одрживу архитектуру допринело је оживљавању машрабије и других елемената вернакуларне архитектуре.

## Име и етимологија
Термин машрабија потиче од трословног корена ш-р-б, који генерално означава пијење или упијање. Постоје две теорије о његовом имену:
- Чешћа теорија је да је термин изведен из арапске речи sharaba (пити), јер је простор коришћен за малу дрвену полицу на којој су се чували лонци са водом за пиће. Полица је била затворена дрветом и налазила се поред прозора како би вода остала хладна. Ова полица се развијала све док није постала део собе са потпуним ограђеним простором, а задржала је име упркос радикалној промени употребе.[6]
- Мање уобичајена теорија је да је име првобитно било mashrafiya, изведено од глагола shrafa, што значи превидети или посматрати. Током векова, име се полако мењало због промене гласа и утицаја других језика.[6]

Машрабија је позната по различитим називима широм арапског света, тахрима у Јемену, бармакли или ганарија у Тунису, шанашил (шаншул) или рушин (рушан) у Ираку и Џеди.
Постоје и други термини који описују варијанте ове архитектонске карактеристике изван арапског света. На турском се зове şahnişin, из персијског је назив усвојен у грчки као sachnisi. На Малти су познати под сродним термином муксрабија.

## Историја
Порекло машрабије је неизвесно. Најранији докази о машрабији, у њеном садашњем облику, датирају из 12. века у Багдаду током периода Абасида.
У Ираку током 1920-их и 1930-их, дизајн је био под утицајем покрета арт нувоа и арт декоа тог времена.
Машрабије, заједно са другим карактеристичним карактеристикама историјске исламске архитектуре, рушене су као део програма модернизације широм арапског света од првих деценија 20. века. У Багдаду, чланови уметничке заједнице су се плашили да ће вернакуларна архитектура бити трајно изгубљена и предузели су кораке да је сачувају. Архитекта Рифат Чадирџи и његов отац Камил фотографисали су грађевине и споменике широм Ирака и саудијске регије и објавили књигу фотографија. Такве иницијативе допринеле су обновљеном интересовању за традиционалне праксе као средство за изградњу одрживих резиденција у тешким климатским условима.

## Грађевинарство
Машрабија је врста балкона или кибицфенстера у облику малог решеткастог отвора који обухвата други или више спратове зграде. Обично су конзолне како би се повећала површина горњих спратова, као и како би се обезбедила хладовина за прозоре на првом спрату. Решеткасти рад се креће од једноставних геометријских облика до украшених узорака. Архитектонски, они су дизајнирани да задовоље једну или више следећих функција: 
- контрола протока ваздуха
- смањити температуру ваздушне струје
- повећати влажност ваздушне струје
- обезбедити приватност

Дизајн решетки се разликује од региона до региона, међутим, уобичајени обрасци укључују:
- Хексагонал – једноставан геометријски дизајн са понављајућим хексагоналним узорцима[19]
- Канајси или црква – дуги, уски балустери који су вертикално склопљени[20]
- Мајмони – мрежа са заобљеним балустерима у неким деловима и квадратним балустерима у другим[20]
- Крст – кратки округли балустери постављени дијагонално, вертикално и хоризонтално[21]
- Сахриги – велики балустери са широком мрежом, који се обично користе у горњем делу машрабије[19]

Већина машрабија је затвореног типа, где су решетке обложене витражима, а део машрабије је дизајниран да се отвара попут прозора, често клизним прозорима ради уштеде простора. Простор који се отвара је део соба на горњем спрату, чиме се проширује просторија. Неке машрабије су отворене и без стакла. Машрабија функционише као балкон, а затворени простор је независан од соба на горњем спрату и приступа му се кроз собе у којима се налази. Понекад је дрвена обрада смањена, што машрабију чини да подсећа на обичан балкон. Ова врста машрабије се углавном користи ако је кућа окренута ка отвореном пејзажу као што је река, литица или једноставно фарма, а не према другим кућама.
- Једна од машрабија у палати Хашт Бехешт у Исфахану приказује хексагоналну решеткасту структуру.
- Мајмони дизајн који се користи у машрабији.
- Укрштени дизајн какав се користи у машрабији.
- Сахриги дизајн који се користи у машрабији.
- Сложени решеткасти дизајн коришћен у храму у Луксору.
- Решетка машрабија у Каиру која приказује мешавину хексагоналних и других дизајна.
- Тегла за воду или кулах могу се поставити у машрабију за пасивно хлађење.
- Машрабија у старом граду Сани.

## Функције

### Друштвене функције
Једна од главних сврха машрабије је приватност, суштински аспект арапске и муслиманске културе. Са прозора машрабије, станари могу имати добар поглед на улицу, а да их нико не види.
Машрабија је била саставни део арапског начина живота. Људи обично нису спавали у одређеној соби, већ би узимали своје душеке и селили се у просторе који су нудили највећу удобност у зависности од годишњих доба: у машрабију зими, у двориште у пролеће или у сводне подруме лети.

### Окружење
Дрвена преграда са прозорима који се могу отворити пружа хлад и заштиту од врућег летњег сунца, а истовремено омогућава проток хладног ваздуха са улице. Дизајни решетки обично имају мање отворе у доњем делу и веће отворе у вишим деловима, што узрокује да је промаја брза изнад главе, а спора у нижим деловима. Ово обезбеђује значајну количину ваздуха која се креће у просторији без изазивања неугодности. Климатизација прозора се обично побољшава постављањем тегли са водом у том простору, што омогућава хлађење ваздуха испаравањем док пролази преко тегли.
Пројекција машрабије постиже неколико циљева: омогућава улазак ваздуха са три стране, чак и ако ветар споља дува паралелно са фасадом куће, служи улици, а самим тим и комшилуку, јер низ истакнутих машрабија пружа склониште од кише или сунца онима на улицама, пружа заштиту и хлад за прозоре у приземљу који су равни и обично незаштићени.

### Архитектура
Једна од главних архитектонских предности је исправљање облика отиска земљишта. Због кривудавих и неправилних улица, парцеле су такође често неправилног облика, док су дизајни кућа правилни квадрати и правоугаоници. То би резултирало неправилним облицима неких соба и створило мртве углове. Машрабија омогућава корекцију облика соба на горњим спратовима, а тиме и искоришћавање целе парцеле. Такође повећава употребљиви простор без повећања величине парцеле.
Са стране улице, поред своје украсне предности, машрабије су служиле да ограде улицу.

## Присуство
Машрабије су се углавном користиле у кућама и палатама, мада понекад и у јавним зградама као што су болнице, гостионице, школе и владине зграде. Они имају тенденцију да буду повезани са кућама урбане елите. Углавном се налазе у Машреку, али неке врсте сличних прозора се налазе и у Магребу. Веома су распрострањени у Ираку, Ирану (где могу бити познати као орси прозори у Кашану), Леванту, Хиџазу и Египту. У Басри, где су веома распрострањени, познати су као шанашил до те мере да се Басра често назива „градом шанашила“. Око 400 традиционалних грађевина и даље стоји у Басри.
На Малти су машрабије (познате као муксрабија) прилично честе, посебно у густо насељеним урбаним подручјима. Обично су направљени од дрвета и укључују стаклене прозоре, али постоје и варијације направљене од камена или алуминијума. Могуће је да потичу из око десетог века, током арапске окупације острва. Модерна реч за то на малтешком језику је „галарија“, која је италског порекла. Препознате као претходнице култног затвореног балкона, или „галарије“, малтешке власти су 2016. године уврстиле укупно 36 древних машрабија на листу заштићених објеката 2. степена.
Фасада Института арапског света у Паризу, коју су пројектовали фирма Architecture-Studio и Жан Нувел, инспирисана је машрабијом.

## Значајни примери

### Традиционална машрабија
- Бејт ал-Сухајми у Каиру, Египат – османска кућа, изграђена 1648. и проширена 1796. године
- Палата Шубра у Таифу, Саудијска Арабија – изграђена 1858. године.
- Кућа Насиф у Џеди, Саудијска Арабија – изграђена 1872. године.
- Палата Бејт ал-Разаз у Каиру – градска палата први пут изграђена у 15. веку током мамелучке ере, са више машрабија
- Кућа Али Ефенди Лабиба у Каиру – првобитно изграђена крајем 12. века[41]
- Бејт ал-Критлија у Каиру – првобитно изграђен 1631. године, сада музеј Гајер-Андерсон
- Палата Хашт Бехешт у Исфахану, Иран
- Амбер палата у Амеру, Индија
- Палата принца Мухамеда Алија Тевфика у Каиру – изграђена почетком 20. века

- Традиционалне машрабије
- Бејт ал-Сухајми, Каиро, Египат.
- Машрабија екстеријер у Бејт ал-Разазу, Каиро, Египат.
- Машрабија унутрашњост у Бејт ал-Разазу, Каиро, Египат.
- Кућа Али Ефенди Лабиба, Каиро, Египат.
- Бејт ал-Критлија, сада Музеј Гајер-Андерсон, Каиро.
- Традиционална кућа у Џеди, Хиџаз, Саудијска Арабија.
- Традиционална кућа у Џеди, Хиџаз, Саудијска Арабија.
- Кућа Насиф, Џеда, Хиџаз, Саудијска Арабија.

### Савремена маштабија
- Кућа Машрабија у Бејт Сафафи, Јерусалим – модерна реинтерпретација традиционалне грађевине
- Институт арапског света у Паризу, Француска – савремена зграда, завршена 1987. године, инспирисана фасадама арапске архитектуре
- Доха торањ у Дохи, Катар – савремена грађевина која референцира машрабију
- Лувр Абу Даби у Абу Дабију, Уједињени Арапски Емирати – купола музеја је инспирисана традиционалном машрабијом
- Куле ал-Бахр у Абу Дабију – куле близнакиње које користе принципе машрабије за ефикасну термичку контролу[42][43]

## У књижевности и уметности
Као препознатљив елемент у вернакуларној архитектури са симболичким асоцијацијама, машрабија је инспирисала многе песнике, уметнике и писце. Између 16. и 19. века, западни путници и авантуристи путовали су копном од Алепа до Басре, дуж руте познате као Велика пустињска караванска рута, остављајући за собом дневнике својих путовања. Њихови извештаји често укључују коментаре о локалној архитектури, укључујући и машрабију. Неки од ових писаца укључују: португалског истраживача Педра Теишеиру, данског истраживача и картографа Карстена Нибура, енглеског путника Џона Џексона, немачког историчара архитектуре Оскара Ројтера и енглеског уметника Тристрама Елиса.
Одсуство прозора у приземљу на нивоу улице била је тема која се понављала у многим путничким извештајима. Вилијам Бивс, који је путовао том рутом 1745. године, сматрао је да је одсуство прозора окренутих ка улици „веома непријатно за Европљане“, док је Џон Џексон, који је путовао истом територијом тридесет година касније, приметио да куће личе на „затворе“. Карстен Нибур, дански картограф, који је путовао том рутом 1760-их, приметио је да су у врућим земљама застакљени прозори били реткост. Уместо тога, решеткасти отвори прозора обезбеђивали су вентилацију и светлост. Тристам Елис, пишући 1881. године, пружио је детаљан извештај о шаншилу у Багдаду: „Највећи напори у украшавању се увек улажу у харем. Зидови од пода до плафона, као и сам плафон, прекривени су свим дугиним бојама у сложеним арабескним узорцима... Прозори се појављују изнад њих ради увођења ваздуха и светлости... Када су сви прозори отворени, овај систем омогућава слободну циркулацију ваздуха током врућег времена, али омогућава да се тајне шапутане у једној соби чују у свим осталима. Прозори који гледају на улицу су надвишени, ослоњени на носаче. Горњи део прозора је украшен обојеним стаклом, уметнутим у малим комадима у облику пробушеног дрвета, које је обојено у црно или тамну боју. Становници Багдада су изузетно поносни на овај облик орнаментике, који сматрају да у потпуности припада њима, иако је његово порекло несумњиво персијско.”
Сложена машрабија могла би сигнализирати богатство и статус. У песми Шанасил кћери ал-Чалабија, ирачки песник Бадр Шакер Алсијаб (1926–1964) описује своју љубавницу, кћерку ал-Чалабија, како се појављује иза машрабије. Песма садржи референце на друштвени статус породице љубавнице која живи у највећој кући у граду, са софистицираним машрабијама. Машрабија, са својим концептом изолације жена од јавности, утицала је на еротске фантазије европске мушке публике. Џон Фредерик Луис је насликао и ентеријер и екстеријер машрабије у делима као што су: Двориште куће коптског патријарха у Каиру (1864), Пријем (1873), Подневни оброк (1875) и Сијеста (1876). Друге слике које приказују машрабију укључују Жене и старац у харему (1883) Волтера Чарлса Хорслија, Кафана (1888) Артура фон Ферарија и Пијаца коња Жан-Леона Жерома.

Одређени уметници и фотографи 20. века, попут Лорне Селим и Рифата Чадирџија, били су подстакнути да документују машрабије из веома различитих разлога. Плашили су се да су традиционални архитектонски елементи у опасности да буду изгубљени услед „модерности“ и настојали су да их документују за потомство. Британска уметница Лорна Селим, која се удала за ирачког вајара, била је фасцинирана вернакуларном архитектуром, посебно оном дуж Тигра. Недуго након њеног доласка у Багдад, град је прошао кроз период „модернизације“, током којег су многе традиционалне куће рушене. Архитекта Рифат Чадирџи и његов отац Камил Чадирџи користили су камеру да документују традиционалну архитектуру широм Ирака и Сирије средином 1950-их.
- Двориште куће коптског патријарха у Каиру, Џон Фредерик Луис (1864)
- Подневни оброк, Џон Фредерик Луис, (1875)
- Сијеста, Џон Фредерик Луис (1876)
- Коњске пијаце, Жан-Леон Жером (1867)
- Улична сцена у Каиру, Тони Бајндер (1912)

## Тренутни статус
Употреба машрабије постала је широко распрострањена током османског периода (1517-1805). Међутим, до краја 19. века његова употреба је опала. Разлози за његов пад су сложени, укључујући и културна и практична разматрања као што су појава модернизма и доступност нових технологија и материјала, висока цена интензивног рада на производњи решетки и забринутост због опасности од пожара.
У другој половини 20. века, употреба вернакуларне архитектуре, укључујући машрабију и ветрозахват, доживела је препород. Савремене архитекте су препознале еколошку вредност традиционалних дизајна као средства за пружање природних и ефикасних решења за проблеме хлађења у топлим климатским условима.

Оживљавање вернакуларне архитектуре на Блиском истоку је, у великој мери, захваљујући раду египатског архитекте Хасана Фатија (1900-1989) и ирачког архитекте Рифата Чадирџија (1926-2020), који су се залагали за интеграцију традиционалних материјала и дизајна и радили на усклађивању традиције са савременим потребама.
- Улични пејзаж Каира, који приказује распрострањеност машрабије.
- Улична сцена у Валети, Малта, која приказује машрабију, 1967. година.
- Улична сцена у Басри, Ирак, 1950-их.
- У Ираку, балконски прозор је познат као шанашил.